# Mexico International 2018
Die Mexico International 2018 im Badminton fanden vom 19. bis zum 23. September 2018 in Aguascalientes statt.

## Sieger und Platzierte
| Disziplin    | Gold                               | Silber                          | Bronze                             |
| ------------ | ---------------------------------- | ------------------------------- | ---------------------------------- |
| Herreneinzel | Kevin Cordón                       | Maxime Moreels                  | Harshit Aggarwal                   |
| Herreneinzel | Kevin Cordón                       | Maxime Moreels                  | Osleni Guerrero                    |
| Dameneinzel  | Taymara Oropesa                    | Jennie Gai                      | Jaqueline Lima                     |
| Dameneinzel  | Taymara Oropesa                    | Jennie Gai                      | Daniela Macías                     |
| Herrendoppel | Fabrício Farias Francielton Farias | Andrés López Luis Montoya       | Joshua Hurlburt-Yu Duncan Yao      |
| Herrendoppel | Fabrício Farias Francielton Farias | Andrés López Luis Montoya       | Anibal Marroquín Rodolfo Ramírez   |
| Damendoppel  | Lohaynny Vicente Luana Vicente     | Daniela Macías Dánica Nishimura | Breanna Chi Angela Zhang           |
| Damendoppel  | Lohaynny Vicente Luana Vicente     | Daniela Macías Dánica Nishimura | Yesenia Duarte Cynthia González    |
| Mixed        | Venkat Gaurav Prasad Juhi Dewangan | Job Castillo Cynthia González   | Fabrício Farias Jaqueline Lima     |
| Mixed        | Venkat Gaurav Prasad Juhi Dewangan | Job Castillo Cynthia González   | Artur Silva Pomoceno Fabiana Silva |